# Gašper Čavlovič
Gašper Čavlovič (* 11. April 1984) ist ein ehemaliger slowenischer Skispringer.

## Werdegang
Gašper Čavlovič startete für den SK Triglav. Er debütierte am 26. Dezember 2001 im Rahmen eines Wettbewerbs in St. Moritz im Continental Cup und belegte hierbei den 38. Platz. Am 26. Januar 2002 holte er mit einem 29. Platz in Lauscha seine ersten Continental-Cup-Punkte.
Am 18. Februar 2001 erreichte er mit einem dritten Platz im Teamwettbewerb von Planica (zusammen mit Miha Rihtar, Simon Podrebršek und Primož Peterka) sein bestes Ergebnis im Continental Cup sowie seine erste und einzige Podestplatzierung. Sein bestes Ergebnis in einem Einzelwettbewerb war ein 13. Platz in Engelberg am 28. Dezember 2002.
Bei der Winter-Universiade 2001 in Zakopane belegte Čavlovič in den beiden Einzelwettbewerben die Plätze sieben und neun und gewann im Teamwettbewerb zusammen mit  Bine Norčič, Blaž Vrhovnik und Miha Rihtar die Goldmedaille.
Čavlovič startete im Januar 2004 bei seinem letzten Wettbewerb.